# Jared Padalecki
Jared Tristan Padalecki (* 19. července 1982, San Antonio, Texas, USA) je americký herec známý ze seriálů Gilmorova děvčata a Lovci duchů nebo filmů Jeden den v New Yorku, Dům voskových figurín a Pátek třináctého.

## Životopis
Narodil se v San Antoniu v Texasu Sharon a Geraldovi Padaleckim. Prarodiče z otcovy strany pochází z Polska. Má staršího bratra Jeffa a mladší sestru Megan. Ve 12 letech začal navštěvovat herecké kurzy.
Navštěvoval James Madison High School v San Antoniu. V roce 1998, Padalecki a jeho spolužák Chris Cardenas vyhráli National Forensic League ("Národní řečnická liga") v kategorii dvojic. Padalecki v roce 1999 zvítězil v soutěži "Claim to Fame" televizní stanice FOX; následně se zúčastnil Teen Choice Awards, kde potkal svého současného manažera. Po dokončení střední školy v roce 2000 se odstěhoval do Los Angeles, kde zahájil svoji hereckou kariéru, přestože získal stipendium na Texaskou univerzitu (University of Texas).

## Kariéra
Jeho první rolí byla malá role v rodinném filmu Já a táta (1999). V roce 2000 získal roli Deana Forestera v úspěšném seriálu Gilmorova děvčata, kde hrál až do roku 2005. Během této doby se objevil v několika televizních filmech, jako Silent Witness, Close To Home a filmu stanice Disney Channel Prsten věčného světla, a seriálech jako Pohotovost.
V roce 2004 hrál spolu s Mary-Kate a Ashley Olsenovými ve filmu Jeden den v New Yorku a také v thrilleru Let Fénixe spolu s Dennisem Quaidem a Hughem Lauriem. V roce 2005 s Elishou Cuthbert, Paris Hilton a Chadem Michaelem Murrayem hrál v hororu Dům voskových figurín. Téhož roku se objevil v dalším hororu Cry Wolf.
V roce 2005 byl rovněž obsazen do role Sama Winchestera v seriálu Lovci duchů. Hlavní roli Thomase Kinkadea ztvárnil v roce 2008 ve filmu Vánoční chaloupka. Padalecki hrál hlavní roli v remaku hororu Pátek třináctého (2009).

## Osobní život
Své zasnoubení s herečkou Genevive Cortese oznámil v lednu roku 2010. Dvojice se vzala 27. února 2010. Jejich syn Thomas Colton Padalecki se narodil 19. března 2012. Jejich druhý syn Austin Shepherd Padalecki se narodil 22. prosince 2013. Dcera Odette Elliott Padalecki se narodila 17. března 2017.

## Filmografie

### Film
| Rok  | Název                 | Role                | Poznámky           |
| ---- | --------------------- | ------------------- | ------------------ |
| 1999 | Já a táta             | Matt Nelson         |                    |
| 2003 | Dvanáct do tuctu      | Kluk na škole       | nekreditovaná role |
| 2004 | Jeden den v New Yorku | Trey Lipton         |                    |
| 2004 | Let Fénixe            | John Davis          |                    |
| 2005 | Dům voskových figurín | Wade Felton         |                    |
| 2005 | Cry Wolf              | Tom Jordan          |                    |
| 2007 | Noc v domě hrůzy      | J.P.                | nekreditovaná role |
| 2008 | Vánoční chaloupka     | Thomas Kinkade      |                    |
| 2009 | Pátek třináctého      | Clay Miller         |                    |
| 2015 | Phantom Boy           | poručík Alex (hlas) |                    |

### Televize
| Rok       | Název                           | Role           | Poznámky                                                               |
| --------- | ------------------------------- | -------------- | ---------------------------------------------------------------------- |
| 2000      | Silent Witness                  | Sam            | TV film                                                                |
| 2000–2005 | Gilmorova děvčata               | Dean Forester  | vedlejší role (1. řada, 4.–5. řada), hlavní role (2.–3. řada), 63 dílů |
| 2001      | Pohotovost                      | Paul Harris    | díl: „Piece of Mind“                                                   |
| 2002      | A Ring of Endless Light         | Zachery Gray   | TV film                                                                |
| 2003      | Young MacGyver                  | Clay MacGyver  | neprodaný pilotní díl                                                  |
| 2005–2020 | Lovci duchů                     | Sam Winchester | hlavní role                                                            |
| 2007      | Room 401                        | Sám sebe       | 8 dílů                                                                 |
| 2011      | Supernatural: The Anime Series  | Sam Winchester | 22 dílů                                                                |
| 2016      | Gilmorova děvčata: Rok v životě | Dean Forester  | díl: „Fall“                                                            |
| 2017      | Kings of Con                    | Jaden Jaworski | díl: „Arlington, VA“                                                   |
| 2021–2024 | Walker                          | Cordell Walker | připravovaný televizní seriál                                          |